# Облици од облака 1. део
Облици од облака 1. део је хип хоп албум, трећи по реду српског репера Блоковског. Објављен је 25. новембра 2007. године на компакт-диск формату за независну хипхоп издавачку кућу Царски рез.
На албуму се налази петнаест песама, а на њему су готовали Мјан, Крукс, Да Џака Накот, Стиховен Калибар и Thug21. Продукцију су радили битмејкери Скуби, Шурикен, Пета, Куер, Крукс, Мјан, Force, Roycter и Richy. Хип-хоп публика добро је прихватила албум, а за њега је Блоковски добио награду за најбољи демо албум хип-хоп веб-портала serbiaunderground.com.

## Песме
| Бр. | Назив песме         | Гости                            | Продукција | Трајање |
| --- | ------------------- | -------------------------------- | ---------- | ------- |
| 1.  | За десет година     |                                  | Скуби      | 02:50   |
| 2.  | Неке ствари         |                                  |            | 03:04   |
| 3.  | Снешко од песка     |                                  | Скуби      | 02:52   |
| 4.  | Пробај, замисли     | Да Џака Након и Стиховен Калибар | Шурикен    | 04:19   |
| 5.  | Памтиш              |                                  | Пета       | 02:44   |
| 6.  | Станица             |                                  | Куер       | 01:13   |
| 7.  | Наша ствар          | Мјан                             | Мјан       | 02:51   |
| 8.  | Стонд (ремикс)      |                                  | Куер       | 03:46   |
| 9.  | Добро је све        |                                  | Куер       | 01:42   |
| 10. | На путу за Кубу     | Крукс                            | Крукс      | 04:07   |
| 11. | Рекли смо пусти     |                                  |            | 02:58   |
| 12. | Седатив (са Мјаном) |                                  |            | 03:20   |
| 13. | 26. март            |                                  | Куер       | 03:04   |
| 14. | Времеплов           |                                  |            | 03:34   |
| 15. | Обмана              |                                  | Скуби      | 03:01   |